# مقاطعة نيوتن (ميزوري)
مقاطعة نيوتن (بالإنجليزية: Newton County)‏ هي إحدى المقاطعات في ولاية ميزوري في الولايات المتحدة الأمريكية.